# Communauté de communes du Nivernais Bourbonnais
Die Communauté de communes du Nivernais Bourbonnais ist ein französischer Gemeindeverband mit der Rechtsform einer Communauté de communes im Département Nièvre in der Region Bourgogne-Franche-Comté. Der Gemeindeverband wurde am 21. Dezember 1999 gegründet und umfasst neun Gemeinden. Der Verwaltungssitz befindet sich im Ort Saint-Pierre-le-Moûtier.

## Mitgliedsgemeinden
| Gemeinde                                        | Einwohner 1. Januar 2022 | Fläche km² | Dichte Einw./km² | Code INSEE | Postleitzahl |
| ----------------------------------------------- | ------------------------ | ---------- | ---------------- | ---------- | ------------ |
| Azy-le-Vif                                      | 195                      | 46,90      | 4                | 58021      | 58240        |
| Chantenay-Saint-Imbert                          | 1.090                    | 41,69      | 26               | 58057      | 58240        |
| Langeron                                        | 343                      | 20,26      | 17               | 58138      | 58240        |
| Livry                                           | 646                      | 27,62      | 23               | 58144      | 58240        |
| Luthenay-Uxeloup                                | 607                      | 37,69      | 16               | 58148      | 58240        |
| Neuville-lès-Decize                             | 211                      | 26,74      | 8                | 58192      | 58300        |
| Saint-Pierre-le-Moûtier                         | 1.828                    | 47,67      | 38               | 58264      | 58240        |
| Toury-sur-Jour                                  | 124                      | 24,40      | 5                | 58294      | 58240        |
| Tresnay                                         | 132                      | 18,15      | 7                | 58296      | 58240        |
| Communauté de communes du Nivernais Bourbonnais | 5.176                    | 291,12     | 18               | –          | –            |